# Pudussery Central
Pudussery Central es una ciudad censal situada en el distrito de Palakkad en el estado de Kerala (India). Su población es de 16629 habitantes (2011). Se encuentra a 6 km de Palakkad y a 70 km de Thrissur.

## Demografía
Según el censo de 2011 la población de Pudussery Central era de 16629 habitantes, de los cuales 8469 eran hombres y 8160 eran mujeres. Pudussery Central tiene una tasa media de alfabetización del 86,49%, inferior a la media estatal del 94%. la alfabetización masculina es del 92,15%, y la alfabetización femenina del 80,63%.